# Oulad Teima
Oulad Teima è una città del Marocco, nella provincia di Taroudant, nella regione di Souss-Massa.
La città è anche conosciuta come Ouled Teima, Awlād Taymah, Awlat Taymah o Oulad Teïma.
La città è molto famosa per l'agricoltura prevalentemente di agrumi.
Uno dei quartieri più famosi e grande della città è il quartiere "Chrarda" detto anche Hay Chrarda.